# Rostrocalanus peracutus
Rostrocalanus peracutus is een eenoogkreeftjessoort uit de familie van de Rostrocalanidae. De wetenschappelijke naam van de soort is voor het eerst geldig gepubliceerd in 2008 door Markhaseva, Schulz & Martínez Arbizu.